# Rocky Johnson
Wayde Douglas Bowles, conhecido no meio profissional como Rocky Johnson (Amherst, 24 de agosto de 1944 – 15 de janeiro de 2020), foi um lutador profissional canadense. Pai do ator e wrestler Dwayne Johnson, o mesmo que o introduziu no WWE Hall of Fame em 2008 e avô da também lutadora de wrestler Ava Raine.

## Biografia
Johnson nasceu em Amherst, onde foi criado sendo o quarto dos cinco filhos de Lillian (1919–1996) e James Henry Bowles (1888–1957) negros legalistas que imigraram para a Nova Escócia depois de escapar de uma plantação nos Estados Unidos após a Guerra de Independência dos Estados Unidos. Johnson também tinha ascendência parcialmente irlandesa. Aos 16 anos, Johnson mudou-se para Toronto, onde começou a lutar e trabalhou como motorista de caminhão. Inicialmente, ele treinou para ser boxeador e eventualmente lutou com grandes nomes como Muhammad Ali e George Foreman, mas sempre foi fascinado pelo wrestling.

## Morte
Johnson morreu no dia 15 de janeiro de 2020, aos 75 anos.

## Títulos
Títulos e honrarias
- Ao todo, conquistou 21 títulos em circuitos independentes de wrestling e apenas 1 na WWE, quando ainda se chamava World Wrestling Federation.
- Mas o maior prêmio de sua carreira foi a entrada no WWE Hall of Fame em 2008.